# Greg Louganis
Gregory Efthimios Louganis (El Cajon (Kalifornija), 29. siječnja 1960.) američki je skakač u vodi, koji je osvojio četiri zlatne olimpijske medalje te jedno srebro. On je jedini muškarac i drugi skakač u olimpijskoj povijesti koji je bio pobjednik skakačkih događaja na uzastopnim Olimpijskim igrama. Nazivali su ga i „najvećim američkim skakačem” i „vjerovatno najvećim skakačem u povijesti”.
Louganis je rođen u El Cajonu (Kalifornija), i samoanskog je i švedskog podrijetla. Njegovi biološki tinejdžerski roditelji dali su ga na usvajanje kada je imao osam mjeseci, te su ga odgojili posvojitelji. Njegov otac posvojitelj bio je grčkog podrijetla pa ima njegovo prezime.
Sa šesnaest godina, Louganis je sudjelovao na Olimpijskim igrama u Montrealu 1976., gdje je zauzeo 2. mjesto u disciplini toranj, iza talijanske sportske legende Klausa Dibiasija. Dvije godine kasnije, kada se Dibiasi umirovio, Louganis je osvojio svoju prvu titulu svjetskog prvaka uz pomoć trenera Rona O'Briena.
Louganis je bio favorit za dva zlata na Olimpijskim igrama u Moskvi 1980., ali ga je američki bojkot igara spriječio da sudjeluje. On je bio jedan od 461 sportaša koji je godinama kasnije dobio zlatnu medalju Kongresa. Louganis je osvojio dvije titule na svjetskom prvenstvu 1982. godine, gdje je postao prvi skakač u vodi na velikom međunarodnom mitingu koji je dobio savršenu ocjenu od 10 od svih sedam sudaca. Na Olimpijskim igrama u Los Angelesu 1984. godine, s rekordnim rezultatima i vodstvom u odnosu na svoje protivnike, Louganis je osvojio zlatnu medalju u disciplinama skokova u vodu s odskočne daske i tornja. Osvojio je još dvije titule svjetskog prvaka 1986. godine.
Šest mjeseci prije Olimpijskih igara u Seulu 1988., Louganisu je dijagnosticiran HIV i počeo je uzimati antiretrovirusne lijekove. Na Olimpijskim igrama u Seulu 1988. udario je glavom o odskočnu dasku tijekom kvalifikacija, što je dovelo do potresa mozga. Završio je kvalifikacije unatoč povredi. Ostvario je najbolji pojedinačni rezultat u kvalifikacijama i osvojio zlatnu medalju u finalu s razlikom od 25 poena. U finalu na 10 m osvojio je zlatnu medalju, nadmašivši osvajača srebrne medalje Xiong Nia za samo 1,14 poena. 
Pojavljivao se u više filmova i televizijskih serija.